# Hockey sobre hielo en los Juegos Paralímpicos
El hockey sobre hielo adaptado fue incluido en los Juegos Paralímpicos de Invierno desde la sexta edición que se celebró en Lillehammer (Noruega) en 1994.

## Ediciones
| N.º  | Año  | Sede           | País           |
| ---- | ---- | -------------- | -------------- |
| I    | 1994 | Lillehammer    | Noruega        |
| II   | 1998 | Nagano         | Japón          |
| III  | 2002 | Salt Lake City | Estados Unidos |
| IV   | 2006 | Turín          | Italia         |
| V    | 2010 | Vancouver      | Canadá         |
| VI   | 2014 | Sochi          | Rusia          |
| VII  | 2018 | Pyeongchang    | Corea del Sur  |
| VIII | 2022 | Pekín          | China          |

## Medallero histórico
- Actualizado hasta Pekín 2022.[2]

| Núm. | País                          | Oro | Plata | Bronce | Total |
| ---- | ----------------------------- | --- | ----- | ------ | ----- |
| 1    | Estados Unidos (USA)          | 5   | 0     | 1      | 6     |
| 2    | Canadá (CAN)                  | 1   | 3     | 2      | 6     |
| 3    | Noruega (NOR)                 | 1   | 3     | 1      | 5     |
| 4    | Suecia (SWE)                  | 1   | 0     | 2      | 3     |
| 5    | Japón (JPN)                   | 0   | 1     | 0      | 1     |
| 5    | Rusia (RUS)                   | 0   | 1     | 0      | 1     |
| 7    | Corea del Sur (KOR)           | 0   | 0     | 1      | 1     |
| 7    | República Popular China (CHN) | 0   | 0     | 1      | 1     |
|      | TOTAL                         | 8   | 8     | 8      | 24    |